# 大有镇 (岑巩县)
大有镇，是中华人民共和国贵州省黔东南苗族侗族自治州岑巩县下辖的一个乡镇级行政单位。
2013年4月25日，贵州省人民政府批复同意撤销大有乡，设置大有镇，镇人民政府驻大有村。

## 行政区划
大有镇下辖以下地区：
大有村、异溪村、白岩山村、中洞村、河坪村、长溪村、汤江溪村、奔坡村、木召村、统口村、茂隆村、凉水井村和腊恰畈村。